# Benennung von Asteroiden und Kometen
Die Benennung von Asteroiden und Kometen läuft heute nach einem zweistufigen Verfahren ab. Unmittelbar nach ihrer Entdeckung erhalten sie zunächst einen sogenannten provisorischen Namen aus Zahlen und Buchstaben, der im Wesentlichen das Entdeckungsdatum nach einem von der Internationalen Astronomischen Union (IAU) festgelegten Schema enthält. Nachdem die genaue Umlaufbahn eines neuentdeckten Asteroiden bestimmt und durch unabhängige Beobachter bestätigt wurde, hat der Entdecker das Vorschlagsrecht für einen Namen dieses Objekts, der dann von der IAU unter Berücksichtigung verschiedener Kriterien offiziell vergeben wird. Kometen werden hingegen heute immer nach ihren Entdeckern benannt.

## Provisorischer Name
Das aktuelle Benennungsschema wurde aus älteren Systemen durch Erweiterung gebildet, sodass ältere Bezeichnungen mit neueren konsistent sind.

### Zusammensetzung
Der provisorische Name des neuentdeckten Asteroiden oder Kometen wird von der IAU anhand des Entdeckungsdatums aus folgenden Bestandteilen gebildet:
|            | Bahnart A |   | Jahr               |               | Halbmonat B | Zählbuchstabe C                                   | Durchlauf D                              |
| ---------- | --------- | - | ------------------ | ------------- | ----------- | ------------------------------------------------- | ---------------------------------------- |
| Asteroiden | A         | / | Beobachtungs- jahr | Leer- zeichen | A–Y ohne I  | Fortlaufender Buchstabe je Halbmonat (A–Z ohne I) | Tiefgestellte Nummer: 1 = 2. Durchlauf … |
| Kometen    | P X C D I | / | Beobachtungs- jahr | Leer- zeichen | A–Y ohne I  | Fortlaufende Nummer je Halbmonat                  | –                                        |

- Kometen wird zusätzlich noch ein weiterer Buchstabe gefolgt von einem Schrägstrich vorangestellt, sobald die Bahnelemente genauer bestimmt sind.
- Objekte, die man ursprünglich als Asteroiden ansah und die sich als Kometen herausstellen, behalten ihre ursprüngliche Bezeichnung. Man stellt ihnen jedoch wie allen anderen Kometen den die Bahn charakterisierenden Buchstaben voran.

| Bahnart | Bedeutung (Deutsch) | Herleitung (Englisch)                                              |
| ------- | --- | ------------------------------------------------------------------ |
| P       | Kurzperiodischer Komet (Die Umlaufzeit ist kleiner als 200 Jahre bzw. mindestens zwei bestätigte Beobachtungen des Periheldurchgangs.) | periodic comet (… less than 200 years or …)                        |
| C       | Langperiodischer Komet (Die Umlaufzeit ist größer als 200 Jahre.)                                                                      | non-periodic comet                                                 |
| X       | Die Bahn ist unbekannt (und auch nicht bestimmbar) – insbesondere historische Kometen wie X/1106 C1                                    |                                                                    |
| D       | Periodischer Komet, der verloren ging oder nicht mehr existiert                                                                        | a periodic comet that has disappeared (or broken up, or been lost) |
| I       | Interstellares Objekt | interstellar object                                                |
| A       | Man stellt nachträglich fest, dass es sich nicht um einen Kometen, sondern um einen Asteroiden handelt                                 |                                                                    |

| Monat             | Jan | Feb | Mär | Apr | Mai | Jun | Jul | Aug | Sep | Okt | Nov | Dez |
| ----------------- | --- | --- | --- | --- | --- | --- | --- | --- | --- | --- | --- | --- |
| 1.–15. des Monats | A   | C   | E   | G   | J   | L   | N   | P   | R   | T   | V   | X   |
| ab 16. des Monats | B   | D   | F   | H   | K   | M   | O   | Q   | S   | U   | W   | Y   |

Ausnahmen: I wegen Verwechslungsgefahr ausgelassen, Z unbenutzt (24 Buchstaben)
In der Reihenfolge der Entdeckung innerhalb eines Halbmonats werden fortlaufend die 25 Zählbuchstaben A–Z (ohne I) vergeben und nach erfolgtem Durchlauf von Neuem mit A begonnen. (Die Durchläufe durch diese Buchstabenabfolge werden gezählt.)
- Anzahl der Durchläufe durch das Alphabet (A–Z ohne I, 25 Buchstaben) mit angehängten tiefgestellten Zahl beginnend bei 0 für den ersten Durchgang.
- Die 0 für den ersten Durchgang wird weggelassen, so dass die tiefgestellten Zahlen erst ab 1 für den zweiten Durchgang beginnen.
- Aufgrund der Beschränkung des ASCII-Zeichensatzes (und aus Bequemlichkeit) wird allerdings häufig auf die Tiefstellung der Durchlaufszahl verzichtet.

### Beispiele

#### Asteroiden
Im Jahr 2004 wurde also beginnend vom 1. Januar der erste entdeckte Asteroid 2004 AA genannt. Dieses Schema läuft dann bis 2004 AZ durch, das dann vom nächsten Durchlauf 2004 AA1 gefolgt wird. Es wird solange durchgegangen, bis der 16. Januar (nach UTC-Zeit) beginnt; der erste Buchstabe wechselt damit auf B, und die Zählung wird mit 2004 BA fortgesetzt. 
Ein Beispiel für die Reihenfolge der Bezeichnungen in einer Monatshälfte, am Beispiel der zweiten Septemberhälfte 1995: 1995 SA, 1995 SB, … 1995 SY, 1995 SZ, 1995 SA1, … 1995 SZ1, 1995 SA2, … 1995 SZ9, 1995 SA10 usw.
Der mittlerweile unter dem Namen (90377) Sedna bekannte Himmelskörper hatte die provisorische Bezeichnung 2003 VB12. Er wurde also in der ersten Hälfte des Novembers 2003 entdeckt (V) und war die 302. Entdeckung in diesem Zeitraum (B12 → 2 + 12*25 = 302).

#### Kometen
Kometenentdeckungen werden ähnlich benannt: 2004 A1 ist der erste entdeckte Komet des Zeitraums vom 1. bis 15. Januar 2004, 2004 A2 der zweite usw.
Der Komet Hyakutake zum Beispiel wird unter der Bezeichnung C/1996 B2 geführt. Hyakutake war also der zweite Komet, der in der zweiten Hälfte des Januars 1996 entdeckt wurde (nämlich am 30. Januar). Seine Umlaufzeit ist, wie das C anzeigt, größer als 200 Jahre.

## Dauerhafter Name

### Asteroiden
Die Namen der Asteroiden setzen sich aus einer vorangestellten Nummer und einem Namen zusammen. Die Kleinplanetennummer gab früher die Reihenfolge der Entdeckung des Himmelskörpers an. Heute ist sie eine rein numerische Zählform, da sie erst vergeben wird, wenn die Bahn des Asteroiden gesichert ist (d. h., das Objekt ist jederzeit wieder auffindbar). Das kann durchaus auch erst Jahre nach der Erstbeobachtung erfolgen.
Der Entdecker hat innerhalb von zehn Jahren nach der Nummerierung das Vorschlagsrecht für die Vergabe eines Namens. Dieser muss aber durch eine Kommission der IAU bestätigt werden, da es Richtlinien für die Namen astronomischer Objekte gibt. Dementsprechend existieren zahlreiche Asteroiden zwar mit Nummer, aber ohne Namen, vor allem in den oberen Zehntausendern.
Der erste Asteroid wurde 1801 von Giuseppe Piazzi an der Sternwarte Palermo auf Sizilien entdeckt. Piazzi taufte den Himmelskörper auf den Namen Ceres Ferdinandea. Die römische Göttin Ceres ist Schutzpatronin der Insel Sizilien. Mit dem zweiten Namen wollte Piazzi König Ferdinand IV., den Herrscher über Neapel und Sizilien ehren. Dies missfiel der internationalen Forschergemeinschaft, und man ließ diesen Namensteil weg. Die offizielle Bezeichnung des Asteroiden lautet demnach (1) Ceres.
Bei den weiteren Entdeckungen wurde die Nomenklatur beibehalten, und die Asteroiden wurden nach römischen und griechischen Göttinnen benannt; dies waren (2) Pallas, (3) Juno, (4) Vesta, (5) Astraea, (6) Hebe usw. Anfänglich galt auch das ungeschriebene Gesetz, dass Asteroiden stets weibliche Namen erhielten; dieses wurde erstmals beim Asteroiden (334) Chicago gebrochen.
Als immer mehr Asteroiden entdeckt wurden, gingen den Astronomen die antiken Gottheiten aus. So wurden Asteroiden unter anderem nach den Ehefrauen der Entdecker, zu Ehren historischer Persönlichkeiten oder Persönlichkeiten des öffentlichen Lebens, Städten und Märchenfiguren benannt. Beispiele hierfür sind die Asteroiden (21) Lutetia, (216) Kleopatra, (719) Albert, (1773) Rumpelstilz, (2807) Karl Marx, (5535) Annefrank, (9000) Hal, (17744) Jodiefoster. Diese Praxis trieb auch etwas kuriose Blüten. So ist beispielsweise der 1935 entdeckte Planetoid (1372) Haremari zu Ehren der Mitarbeiterinnen des Astronomischen Rechen-Instituts in Heidelberg benannt, als Harem des ARI. Ein weiteres kurioses Beispiel ist der Asteroid (2309) Mr. Spock, der nicht nach der Star-Trek-Figur, sondern nach der gleichnamigen Katze des Entdeckers benannt wurde. Dies führte dazu, dass die IAU die Benennung von Asteroiden nach Haustieren als unerwünscht erklärte.
Neben Namen aus der griechisch-römischen Mythologie werden zunehmend auch Gottheiten anderer Traditionen berücksichtigt, z. B. (20000) Varuna (Hinduismus), (50000) Quaoar (Tongva-Indianer) und (90377) Sedna (Inuit).
Nachdem 2006 die neue Kategorie der Zwergplaneten eingeführt wurde, behielt Ceres die Nummer 1, und an den bisher als Planeten klassifizierten Pluto wie auch an Eris wurden neue Nummern aus dieser Reihe vergeben.
Die Entdeckung des Asteroiden 1I/ʻOumuamua im November 2017, welcher interstellaren Ursprungs ist, machte die Einführung einer neuen Klasse, der interstellaren Himmelskörper, notwendig. Diese werden mit einer fortlaufenden Nummer, gefolgt von einem I (für interstellar) im Namen gekennzeichnet.

### Kometen
Üblicherweise wird ein Komet nach seinen Entdeckern benannt, so ist zum Beispiel der Komet Shoemaker-Levy 9 der neunte Komet, den Eugene und Carolyn Shoemaker zusammen mit David H. Levy entdeckt haben. Einige wenige periodische Kometen sind nach jenen Astronomen benannt, die erstmals ihre Bahn berechnet haben: Der Halleysche Komet ist beispielsweise nach Edmond Halley benannt, der als Erster erkannte, dass einige Kometenbeobachtungen der Vergangenheit zu einem in regelmäßigen Abständen von 76 Jahren wiederkehrenden Kometen gehören.
Durch systematische automatisierte Himmelsdurchmusterungen, insbesondere nach potentiell gefährlichen Erdbahnkreuzern, werden neben vielen Asteroiden (daher auch die hohen Durchlaufzahlen neuerer Entdeckungen) auch viele neue Kometen durch diese Programme gefunden. Dem provisorischen Namen wird dann zusätzlich der Name der Beobachtergruppe in Klammern angehängt, in der Tradition der Benennung nach den Entdeckern. So haben alle vom Suchprogramm LINEAR gefundenen Kometen den Namensbestandteil ‚LINEAR‘, oder (wenn die Entdeckung zeitgleich einem anderen Beobachter oder einer anderen Beobachtergruppe gelang) einen kombinierten, wie z. B. ‚LINEAR-NEAT‘. So zum Beispiel der Komet mit der Bezeichnung C/2002 T7 (LINEAR), der am 14. Oktober 2002 entdeckt wurde und im Mai 2004 eine scheinbare Helligkeit von etwa 2mag erreichte.
Kurzperiodische Kometen, die als solche gesichert sind, erhalten eine permanente fortlaufende Nummer, gefolgt von einem P (der Buchstabenkodierung ihrer Bahn), einem Schrägstrich und dem Namen des Entdeckers beziehungsweise Bahnberechners. So ist beispielsweise 2P/Encke der zweite (nach 1P/Halley) von derzeit 578 Kometen (Stand: 27. August 2024), der eine derartige permanente Nummer erhalten hat.